# Liste der Biografien/Bouh
Liste der Biografien |
Portal Biografien |
Personensuche
# |
A |
B |
C |
D |
E |
F |
G |
H |
I |
J |
K |
L |
M |
N |
O |
P |
Q |
R |
S |
T |
U |
V |
W |
X |
Y |
Z |
?
 
Ba |
Be |
Bd |
Bg |
Bh |
Bi |
Bj |
Bl |
Bm |
Bn |
Bo |
Br |
Bs |
Bu |
Bw |
By |
Bz
 
Boa–Boc |
Bod |
Boe |
Bof |
Bog |
Boh |
Boi–Bok |
Bol |
Bom |
Bon |
Boo |
Bop |
Boq |
Bor |
Bos |
Bot |
Bou |
Bov–Boz
 
Boua |
Boub |
Bouc |
Boud |
Boue |
Bouf |
Boug |
Bouh |
Boui |
Bouj |
Bouk |
Boul |
Boum |
Boun |
Boup |
Bouq |
Bour |
Bous |
Bout |
Bouu |
Bouv |
Bouw |
Boux |
Bouy |
Bouz
Die Liste der Biografien führt alle Personen auf, die in der deutschsprachigen Wikipedia einen Artikel haben. Dieses ist eine Teilliste mit 19 Einträgen von Personen, deren Namen mit den Buchstaben „Bouh“ beginnt.

## Bouh
- Bouh, Abdel Aziz (* 1992), mauretanischer Fußballschiedsrichter

### Bouha
- Bouhaddi, Sarah (* 1986), französische Fußballspielerin
- Bouhaddouz, Aziz (* 1987), deutsch-marokkanischer Fußballspieler
- Bouhanni, Nacer (* 1990), französischer Radrennfahrer
- Bouhanoun, Hichem (* 1997), algerischer Leichtathlet
- Bouharat, Ibtissam (* 1990), belgisch-marokkanische Fußballspielerin
- Bouharde, Robert (1922–2001), französischer Rennfahrer

### Bouhe
- Bouhélier, Saint-Georges de (1876–1947), französischer Schriftsteller
- Bouhenia, Abdelkader (* 1986), französischer Boxer

### Bouhi
- Bouhi, Abdelkader (1957–2014), kabylischer Musiker und Dichter
- Bouhier, Claude (1681–1755), französischer Bischof
- Bouhier, Jean (1673–1746), französischer Jurist, Gelehrter und Mitglied der Académie française

### Bouhl
- Bouhlal, Siham (* 1966), marokkanische Schriftstellerin, Poetin, Mediävistin und Übersetzerin
- Bouhler, Hugo (1855–1939), bayerischer Generalleutnant
- Bouhler, Philipp (1899–1945), deutscher Politiker (NSDAP), MdR, Beauftragter für die Aktion T4Philipp Bouhler (1899–1945)

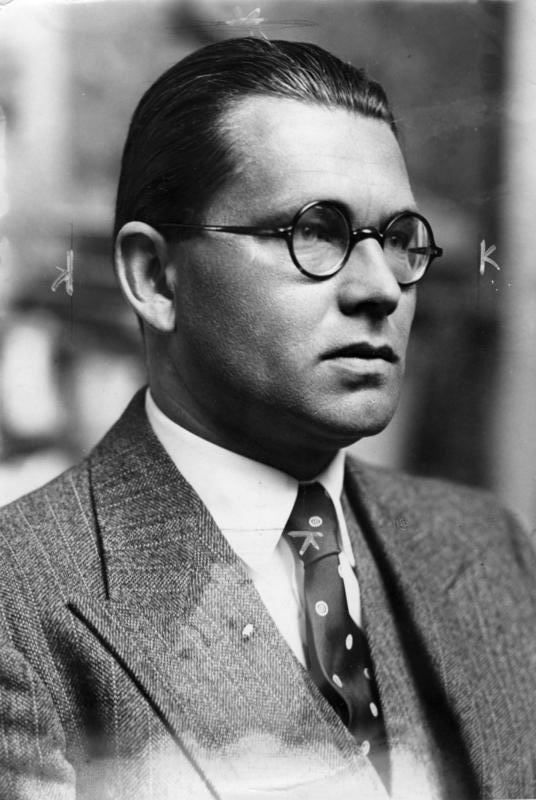
Philipp Bouhler (1899–1945)

### Bouho
- Bouhon, Cornelia († 1823), niederländische Tänzerin, Sängerin und Schauspielerin
- Bouhot, Étienne (1780–1862), französischer Maler
- Bouhours, Dominique (1628–1702), Jesuitenpriester, Philologe, Historiker und Verfasser religiöser Werke
- Bouhours, Émile (1870–1953), französischer Radrennfahrer